# اسلام در اوکراین
اسلام در اوکراین به گروه قومیتی و مذهبی گفته می‌شود که به صورت اکثریت در شبه جزیره کریمه این کشور زندگی می‌کنند. با توجه به مطالعات مرکز تحقیقاتی پیو، جمعیت مسلمان در اوکراین را ۳۹۳،۰۰۰ نفر اعلام کرده‌است،با این حال مرکز اداره امور مسلمانان اوکراین جمعیت مسلمانان را در حدود ۲ میلیون نفر تخمین زده‌ است.

## گروه قومیتی

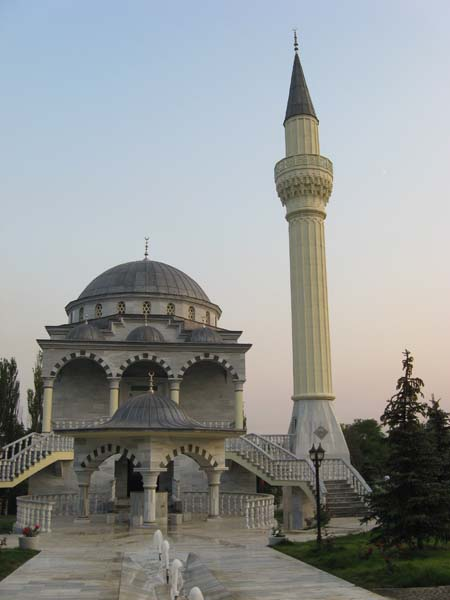
مسجد سلطان سلیمان در ماریوپول

در کشور اوکراین نزدیک به ۴۴۵ جوامع مسلمین و ۱۶۰ مسجد وجود دارد. در منطقه کریمه تاتارهای کریمه در حدود ۱۲٪ جمعیت را تشکیل می‌دهند که حداقل ۳۰ مورد از جوامع مسلمین در این منطقه از کشور می‌باشد. سایر گروه‌های قومیتی عبارتند از چچنی‌ها، مهاجران قفقازی، و اقلیتی از افغان‌ها که زبان‌های عمده آنان تاتاری، ترکی و قفقازی (مانند چچنی یا آواری) می‌باشد. اما همه جوامع مسلمانان به اوکراینی و روسی مسلط هستند.